# Glimåkra församling
Glimåkra församling var en församling i Göinge kontrakt i Lunds stift. Församlingen låg i Östra Göinge kommun i Skåne län och ingick i Glimåkra-Hjärsås pastorat. Församlingen uppgick 2022 i Glimåkra-Hjärsås församling.

## Administrativ historik
Församlingen har medeltida ursprung. Ur församlingen utbröts tidigt Örkeneds församling.
Församlingen var till 1868 moderförsamling i pastoratet Glimåkra och Örkened för att därefter till 2014 utgöra ett eget pastorat. Från 2014 till 2022 ingick församlingen i Glimåkra-Hjärsås pastorat.Församlingen uppgick 2022 i Glimåkra-Hjärsås församling.

## Kyrkor

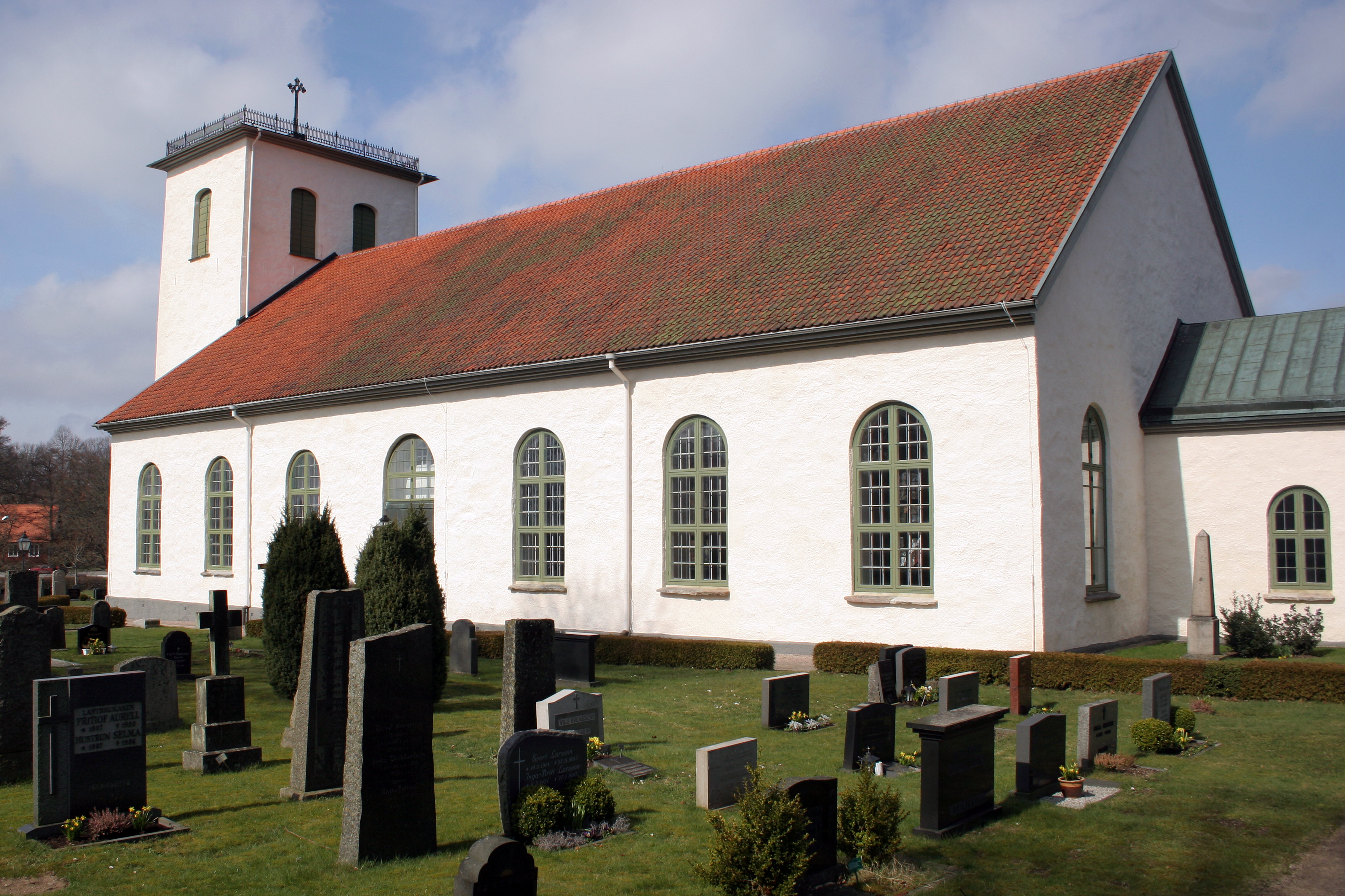
Glimåkra kyrka
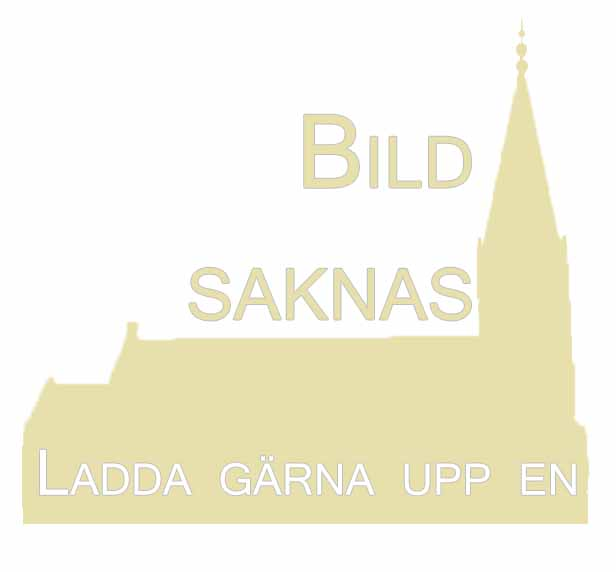
Kräbbleboda kapell